# 劫夢驚魂
《劫夢驚魂》（英語：Dreamcatcher）是由美國小說家史蒂芬·金所創作的一部長篇小說，原版於2001年出版，中文版於2008年出版。該小說於2003年改編成同名電影。

## 內容簡介
比弗、皮特、瓊西和亨利是自中學時代已經結識的好朋友，他們每年都會到別墅打獵。2001年的冬天他們如常去到別墅，皮特和亨利去了村外的士多補給時，比弗和瓊西留在別墅附近繼續打獵，瓊西突然發現一個在雪地裡流浪了多天的人，這個人後來從體內長出一種外星生物，先將比弗殺了，後召來同伴附身到瓊西。皮特和亨利在回別墅時發生了交通意外，皮特留在意外附近，亨利則步行到別墅，在步行間，亨利發覺瓊西已經被附體而逃過一劫，但皮特卻被瓊西折磨至死。同時間，美國軍方展開大規模的獵殺外星人行動，亨利成功說服了一名軍官，被附身的瓊西才是世界毀滅的源頭，兩人一直追著瓊西到南部，而成功阻止外星生物計劃的關鍵在於比弗、皮特、瓊西和亨利四人的一位弱智好朋友杜迪茨身上。